# ヘンリー・ポロック
ヘンリー・ポロック（Henry Pollock, 2005年1月14日 - ）は、ノーサンプトン・セインツに所属しているイングランドのラグビーユニオン選手。イングランド代表としてもプレーしている。

## 経歴
小学校はバッキンガムシャー州ウェストベリーのビーチボロー・プレップ・スクール（Beachborough Prep School）で、中学・高校はストウ・スクール（Stowe School）で学ぶ。
13歳未満のノーサンプトン・セインツ・アカデミーに入団した。また、バッキンガムRFC（Buckingham RFC）でもプレーした。2023年には、U18ノーサンプトン・セインツのキャプテンを務めた。
2022年8月、イングランドU18代表のキャプテンを務めた。
2022-23シーズンに、ノーサンプトン・セインツのシニアチームとして、プレミアシップ・ラグビーに出場。2022年10月に、17歳で初トライを決め、プロ時代におけるクラブ最年少トライ記録となった。2023年春にクラブと初のプロ契約を結ぶ。
2024年2月2日、U20イングランド代表として、U20シックス・ネイションズに出場。そのデビューとなるU20イタリア代表でハットトリック（1試合で3トライ）を達成。チームは優勝し、大会最優秀選手に選ばれた。
2024年11月、イングランドA代表として、オーストラリアA戦に出場。マン・オブ・ザ・マッチに選ばれた。
2025年1月、イングランド代表として招集され、2025年シックス・ネイションズ・チャンピオンシップの最終戦ウェールズ戦に控えから出場し、代表初出場で、2トライを挙げた。